# Dundalk Football Club 2025
Questa voce raccoglie le informazioni riguardanti il Dundalk Football Club nelle competizioni ufficiali della stagione 2025.

## La stagione

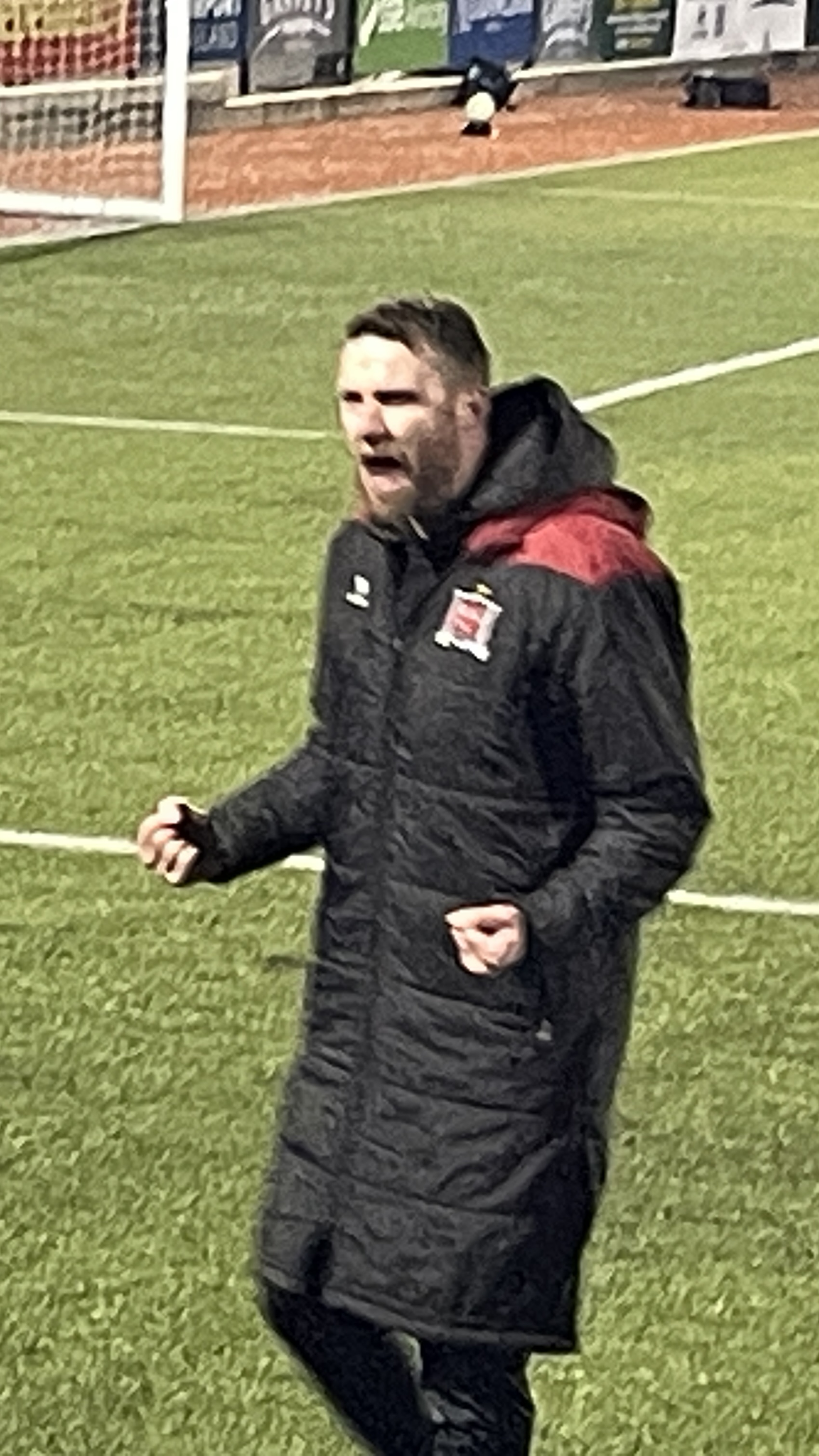
Ciarán Kilduff, alla sua prima stagione come allenatore del Dundalk.

Il Dundalk viene dalla retrocessione subita nella stagione precedente e si ritrova a disputare nel 2025 il campionato di secondo livello irlandese, la First Division.
Il Dundalk si trovava in una seria crisi finanziaria alla fine della stagione precedente, con il rischio addirittura di non ricevere la licenza per poter partecipare a qualsiasi campionato della federazione irlandese. La situazione si è in parte risolta con la cessione della squadra ad un consorzio di nuovi proprietari guidato dall'avvocato John Temple, che ha assunto su di sé i debiti della squadra ed evitato la procedura della examinership, ovvero la procedura di diritto irlandese con la quale una società viene affidata alla curatela di una corte di giustizia per ristrutturare la propria situazione e sopravvivere.
Dopo aver tamponato la situazione finanziaria, la nuova gestione ha deciso successivamente di non rinnovare il contratto dell'allenatore Jon Daly e affidare la panchina della squadra all'irlandese Ciarán Kilduff, che ha firmato un contratto biennale. Quello di Kilduff è un ritorno a Dundalk, dato che vi ha giocato tra il luglio del 2015 e il dicembre 2017 (registrando 81 presenze e 31 gol).
Ricevuta la licenza, la stagione è iniziata con la partecipazione del Dundalk alla Leinster Senior Cup 2024-2025. Al pari di tutte le squadre della provincia di Leinster, il Dundalk ha cominciato la sua partecipazione nella fase a gironi, venendo aggregata nel Gruppo B insieme a Shamrock Rovers, Malahide United e Usher Celtic. Concludendo la fase a gironi in testa al proprio gruppo di appartenenza, il Dundalk si è qualificato ai quarti di finale. Nel corso della fase a gironi, T.J. Molloy ha stabilito il nuovo record di giocatore più giovane a segnare un goal in una partita ufficiale nella storia della squadra, a 15 anni 10 mesi di età (battendo il precedente record detenuto da Peter McParland nel 1950).
La partecipazione al campionato di First Division del Dundalk è cominciata il 14 febbraio 2025, con la disputa della prima giornata contro l'Athlone Town, esordendo con una vittoria per 1-0.

## Maglie e sponsor
Per la stagione 2025, lo sponsor tecnico è Playr-Fit, mentre lo sponsor ufficiale sulle divise è Zoma.
| Casa | Trasferta |

## Rosa
Dati aggiornati al 7 agosto 2025.
| N. |                    | Ruolo | Calciatore        |
| -- | ------------------ | ----- | ----------------- |
| 1  | Irlanda (bandiera) | P     | Enda Minogue      |
| 2  | Irlanda (bandiera) | D     | Conor O'Keeffe    |
| 4  | Irlanda (bandiera) | D     | Mayowa Animasahun |
| 5  | Irlanda (bandiera) | D     | Sean McHale       |
| 6  | Irlanda (bandiera) | C     | Aodh Dervin       |
| 7  | Irlanda (bandiera) | A     | Daryl Horgan ()   |
| 8  | Irlanda (bandiera) | C     | Harry Groome      |
| 9  | Irlanda (bandiera) | A     | Dean Ebbe         |
| 10 | Albania (bandiera) | A     | Leo Gaxha         |
| 11 | Irlanda (bandiera) | A     | Gbemi Arubi       |
| 12 | Irlanda (bandiera) | C     | Luke Mulligan     |
| 15 | Irlanda (bandiera) | D     | Vinnie Leonard    |
| 16 | Irlanda (bandiera) | A     | Eoin Kenny        |
| 17 | Irlanda (bandiera) | C     | Keith Ward        |
| 18 | Irlanda (bandiera) | P     | Peter Cherrie     |

| N. |                            | Ruolo | Calciatore       |
| -- | -------------------------- | ----- | ---------------- |
| 19 | Irlanda (bandiera)         | D     | Sean Spaight     |
| 20 | Irlanda (bandiera)         | P     | Samuel Safaei    |
| 22 | Galles (bandiera)          | D     | Ethen Vaughan    |
| 23 | Irlanda (bandiera)         | C     | Andy Paraschiv   |
| 24 | Irlanda (bandiera)         | A     | T.J. Molloy      |
| 25 | Rep. Dominicana (bandiera) | C     | Aidan Russell    |
| 26 | Irlanda (bandiera)         | C     | Shane Tracey     |
| 27 | Scozia (bandiera)          | C     | Declan McDaid    |
| 31 | Irlanda (bandiera)         | D     | John Ross Wilson |
| 36 | Inghilterra (bandiera)     | A     | Rohan Vaughan    |
| -- | Irlanda (bandiera)         | P     | Dáithí Folan     |
| -- | Irlanda (bandiera)         | P     | Sean Molloy      |
| 3  | Irlanda (bandiera)         | D     | Sean Keogh       |
| 21 | Irlanda (bandiera)         | C     | Muhammad Haris   |
| -- | Irlanda (bandiera)         | C     | Scott Brady      |

## Trasferimenti
Dati aggiornati al 9 luglio 2025.

### Sessione invernale
| Acquisti         | Acquisti       | Acquisti     | Acquisti                  |
| R.               | Nome           | da           | Modalità                  |
| ---------------- | -------------- | ------------ | ------------------------- |
| C                | Keith Ward     |              | svincolato                |
| D                | Conor O'Keeffe |              | svincolato                |
| A                | Gbemi Arubi    |              | svincolato                |
| A                | Dean Ebbe      |              | svincolato                |
| A                | Leo Gaxha      |              | svincolato                |
| P                | Enda Minogue   |              | svincolato                |
| D                | Ethen Vaughan  |              | svincolato                |
| C                | Harry Groome   |              | svincolato                |
| P                | Dáithí Folan   |              | svincolato                |
| C                | Andy Paraschiv |              | svincolato                |
| C                | Shane Tracey   |              | svincolato                |
| D                | Sean McHale    | St Patrick's | prestito                  |
| Altre operazioni |                |              |                           |
| R.               | Nome           | da           | Modalità                  |
| A                | T.J. Molloy    |              | aggregato dalle giovanili |
| D                | Sean Spaight   |              | aggregato dalle giovanili |
| P                | Samuel Safaei  |              | aggregato dalle giovanili |
| C                | Scott Brady    |              | aggregato dalle giovanili |
| C                | Aidan Russell  |              | aggregato dalle giovanili |
| C                | Muhammad Haris |              | aggregato dalle giovanili |

| Cessioni         | Cessioni         | Cessioni         | Cessioni         |
| R.               | Nome             | a                | Modalità         |
| ---------------- | ---------------- | ---------------- | ---------------- |
| A                | Jamie Gullan     |                  | svincolato       |
| C                | Robbie Benson    |                  | svincolato       |
| C                | Paul Doyle       |                  | svincolato       |
| C                | Koen Oostenbrink |                  | svincolato       |
| D                | Andy Boyle       |                  | svincolato       |
| D                | John Mountney    |                  | svincolato       |
| P                | Ross Munro       |                  | svincolato       |
| C                | Scott McGill     |                  | svincolato       |
| C                | Sam Durrant      |                  | svincolato       |
| C                | Jad Hakiki       |                  | svincolato       |
| C                | Hayden Cann      |                  | svincolato       |
| A                | Robbie Mahon     |                  | svincolato       |
| D                | Jamie Walker     |                  | svincolato       |
| C                | Scott Brady      |                  | svincolato       |
| A                | Ryan O'Kane      |                  | svincolato       |
| C                | Dara Keane       |                  | svincolato       |
| D                | Dan Pike         |                  | svincolato       |
| A                | Josh O'Connor    | Hibernian        | rientro prestito |
| D                | Bobby Faulkner   | Doncaster        | rientro prestito |
| P                | Felix Goddard    | Blackburn Rovers | rientro prestito |
| Altre operazioni |                  |                  |                  |
| R.               | Nome             | a                | Modalità         |
|                  |                  |                  |                  |

### Sessione estiva
| Acquisti         | Acquisti         | Acquisti | Acquisti   |
| R.               | Nome             | da       | Modalità   |
| ---------------- | ---------------- | -------- | ---------- |
| A                | Rohan Vaughan    | QPR      | prestito   |
| C                | Declan McDaid    |          | definitivo |
| D                | John Ross Wilson |          | definitivo |
| Altre operazioni |                  |          |            |
| R.               | Nome             | da       | Modalità   |
|                  |                  |          |            |

| Cessioni         | Cessioni       | Cessioni | Cessioni                |
| R.               | Nome           | a        | Modalità                |
| ---------------- | -------------- | -------- | ----------------------- |
| D                | Sean Keogh     | Brighton | definitiva (300 mila €) |
| A                | Muhammad Haris |          | definitiva (svincolato) |
| Altre operazioni |                |          |                         |
| R.               | Nome           | a        | Modalità                |
|                  |                |          |                         |

## Risultati
Dati aggiornati al 8 agosto 2025.

### First Division
Dopo la retrocessione subita nella stagione precedente, il Dundalk partecipa al campionato irlandese di secondo livello, la First Division.

#### Risultati
| Arbitro: | Marc Lynch |

|                |           |  |
| V. Leonard 37’ | Marcatori |  |

| Arbitro: | Declan Toland |

|  |           |             |
|  | Marcatori | 2’ S. Keogh |

| Arbitro: | Glen Geraghty |

|  |           |             |
|  | Marcatori | 25’ D. Ebbe |

| Arbitro: | Darragh White |

|                           |           |                             |
| D. Ebbe 28’ A. Dervin 80’ | Marcatori | 86’ E. Martin 90’ L. Devitt |

| Arbitro: | Kevin O'Sullivan |

|                        |           |                                       |
| M. Murphy 90+2’ (rig.) | Marcatori | 8’ D. Horgan 11’ D. Ebbe 31’ E. Kenny |

| Arbitro: | Ryan Maher |

|                                 |           |                |
| D. Ebbe 29’ (rig.) E. Kenny 79’ | Marcatori | 19’ D. Murtagh |

| Arbitro: | Declan Toland |

|                                        |           |  |
| L. Gaxha 66’ S. Keogh 70’ L. Gaxha 78’ | Marcatori |  |

| Arbitro: | Alan Franklin |

|  |           |              |
|  | Marcatori | 63’ L. Gaxha |

| Arbitro: | Aaron O'Dowd |

|                        |           |  |
| J. Häkkinen 57’ (aut.) | Marcatori |  |

| Arbitro: | Eoghan O'Shea |

|              |           |               |
| Y. Mahdy 78’ | Marcatori | 70’ D. Horgan |

| Arbitro: | Gavin Colfer |

|                |           |                   |
| V. Leonard 80’ | Marcatori | 90’ A. McLaughlin |

| Arbitro: | Mark Houlihan |

|  |           |                                          |
|  | Marcatori | 55’ D. Ebbe 63’ D. Ebbe 87’ A. Paraschiv |

| Athlone 2 maggio 2025, ore 19:45 WEST 13ª giornata | Athlone Town  | 0 – 0 referto | Dundalk | Lissywollen (684 spett.)\| Arbitro: \| Lucas Keating \| |
| Arbitro:                                           | Lucas Keating |               |         |                                                         |

| Arbitro: | Daniel Murphy |

|                              |           |                               |
| S. McHale 19’ G. Arubi 90+3’ | Marcatori | 31’ K. Cantwell 89’ H. Warren |

| Arbitro: | Darragh White |

|                |           |                            |
| S. Griffin 55’ | Marcatori | 38’ D. Horgan 45’ G. Arubi |

| Arbitro: | Lucas Keating |

|                            |           |  |
| L. Gaxha 43’ D. Horgan 69’ | Marcatori |  |

| Arbitro: | Glen Geraghty |

|                               |           |                                         |
| D. Levingston 17’ M. Rowe 43’ | Marcatori | 13’ L. Gaxha 71’ D. Ebbe 89’ V. Leonard |

| Arbitro: | Aaron O'Dowd |

|               |           |               |
| H. Groome 27’ | Marcatori | 35’ A. Verdon |

| Arbitro: | Lucas Keating |

|               |           |                |
| H, Groome 86’ | Marcatori | 90+2’ M. Walsh |

| Arbitro: | Daniel Murphy |

|                       |           |  |
| G. Lomboto 61’ (rig.) | Marcatori |  |

| Arbitro: | Oliver Moran |

|              |           |  |
| G. Arubi 13’ | Marcatori |  |

| Arbitro: | Lucas Keating |

|  |           |                                                             |
|  | Marcatori | 20’ H. Groome 60’ E. Kenny 90+3’ K. Ward 90+4’ A. Paraschiv |

| Arbitro: | ? |

|                                               |           |  |
| M. Murphy 43’ (rig.) D. Kinsella Bishop 90+4’ | Marcatori |  |

| Arbitro: | Kevin O'Sullivan |

|                                      |           |                          |
| G. Arubi 3’ G. Arubi 30’ K. Ward 63’ | Marcatori | 50’ M. Haris 87’ M. Rowe |

| Arbitro: | Mark Houlihan |

|  |           |                        |
|  | Marcatori | 45+2’ (rig.) D. Horgan |

| Arbitro: | Darragh White |

|                                                    |           |             |
| E. Kenny 15’ D. Ebbe 34’ D. Ebbe 61’ D. McDaid 85’ | Marcatori | 79’ O. Hand |

| Arbitro: | John Sconnie Walsh |

|                                                                                      |           |                |
| G. Arubi 11’ E. Kenny 27’ E. Kenny 59’ R. Vaughan 81’ K. Ward 90+1’ R. Vaughan 90+4’ | Marcatori | 8’ J. Onyenuga |

| Limerick 22 agosto 2025, ore 19:45 WEST 28ª giornata | Treaty United | – | Dundalk | Markets Field |

| Dundalk 29 agosto 2025, ore 19:45 WEST 29ª giornata | Dundalk | – | Kerry | Oriel Park |

| Crossabeg 5 settembre 2025, ore 19:45 WEST 30ª giornata | Wexford | – | Dundalk | Ferrycarrig Park |

| Dundalk 12 settembre 2025, ore 19:45 WEST 31ª giornata | Dundalk | – | Bray Wanderers | Oriel Park |

| Longford 20 settembre 2025, ore 19:45 WEST 32ª giornata | Longford Town | – | Dundalk | Bishopsgate |

| Dundalk 26 settembre 2025, ore 19:45 WEST 33ª giornata | Dundalk | – | UCD | Oriel Park |

| Athlone 3 ottobre 2025, ore 19:45 WEST 34ª giornata | Athlone Town | – | Dundalk | Lissywollen |

| Dundalk 10 ottobre 2025, ore 19:45 WEST 35ª giornata | Dundalk | – | Finn Harps | Oriel Park |

| Cork 3 ottobre 2025, ore 19:45 WEST 36ª giornata | Cobh Ramblers | – | Dundalk | St. Colman's Park |

### FAI Cup
La partecipazione in FAI Cup del Dundalk, facente parte della First Division, comincerà a partire dal secondo turno.

#### Secondo turno
Dal sorteggio, effettuato il 5 giugno 2025, il Dundalk è stato accoppiato allo Sligo Rovers.
| Arbitro: | Aaron O'Dowd |

|  |           |                                   |
|  | Marcatori | 51’ J. McManus 54’ J. Doyle-Hayes |

Con la sconfitta subita per mano dello Sligo Rovers, il Dundalk è stato eliminato al secondo turno di FAI Cup.

### Leinster Senior Cup
Il Dundalk ha cominciato la sua partecipazione in Leinster Senior Cup a partire dalla fase a gironi.Dal sorteggio, effettuato il 31 ottobre 2024, il Dundalk è stato inserito nel Gruppo B con Shamrock Rovers, Usher Celtic e Malahide United.

#### Fase a gironi (Gruppo B)

##### Risultati
| Arbitro: | Mark Moynihan |

|              |           |                             |
| E. Kenny 62’ | Marcatori | 70’ G. Curran 90’ G. Gannon |

| Arbitro: | David Dunne |

|                                                          |           |  |
| D. Horgan 11’ D. Ebbe 38’ A. Dervin 52’ A. Russell 90+1’ | Marcatori |  |

| Arbitro: | Neil Doyle |

|  |           |                                                         |
|  | Marcatori | 13’ T.J. Molloy 16’ E. Kenny 29’ D. Horgan 53’ L. Gaxha |

Classificandosi al 1º posto nel Gruppo B, il Dundalk ha ottenuto la qualificazione ai quarti di finale di Leinster Senior Cup.

#### Quarti di finale
Dal sorteggio dei quarti di finale, effettuato il 4 marzo 2025, il Dundalk è stato accoppiato al North End United.
| Dundalk 25 marzo 2025, ore 19:45 WET Quarti di finale (gara unica) | Dundalk       | – non disputata | North End United | Oriel Park\| Arbitro: \| Alan Patchell \| |
| Arbitro:                                                           | Alan Patchell |                 |                  |                                           |

Il North End United ha deciso di rinunciare alla competizione, permettendo al Dundalk di passare direttamente in semifinale.

## Statistiche
Dati aggiornati al 8 agosto 2025.

### Statistiche di squadra
| Competizione        | Punti | In casa | In casa | In casa | In casa | In casa | In casa | In trasferta | In trasferta | In trasferta | In trasferta | In trasferta | In trasferta | Totale | Totale | Totale | Totale | Totale | Totale | DR  |
| Competizione        | Punti | G       | V       | N       | P       | Gf      | Gs      | G            | V            | N            | P            | Gf           | Gs           | G      | V      | N      | P      | Gf     | Gs     | DR  |
| ------------------- | ----- | ------- | ------- | ------- | ------- | ------- | ------- | ------------ | ------------ | ------------ | ------------ | ------------ | ------------ | ------ | ------ | ------ | ------ | ------ | ------ | --- |
| First Division      | 63    | 14      | 9       | 5       | 0       | 30      | 12      | 13           | 9            | 2            | 2            | 20           | 8            | 27     | 18     | 7      | 2      | 50     | 20     | +30 |
| FAI Cup             | -     | 1       | 0       | 0       | 1       | 0       | 2       | 0            | 0            | 0            | 0            | 0            | 0            | 1      | 0      | 0      | 1      | 0      | 2      | -2  |
| Leinster Senior Cup | 6     | 2       | 1       | 0       | 1       | 5       | 2       | 1            | 1            | 0            | 0            | 4            | 0            | 3      | 2      | 0      | 1      | 9      | 2      | +7  |
| Totale              |       | 16      | 10      | 5       | 2       | 35      | 16      | 14           | 10           | 2            | 2            | 24           | 8            | 31     | 20     | 7      | 4      | 59     | 24     | +35 |

### Andamento in campionato
| Giornata  | 1 | 2 | 3 | 4 | 5 | 6 | 7 | 8 | 9 | 10 | 11 | 12 | 13 | 14 | 15 | 16 | 17 | 18 | 19 | 20 | 21 | 22 | 23 | 24 | 25 | 26 | 27 | 28 | 29 | 30 | 31 | 32 | 33 | 34 | 35 | 36 |
| --------- | - | - | - | - | - | - | - | - | - | -- | -- | -- | -- | -- | -- | -- | -- | -- | -- | -- | -- | -- | -- | -- | -- | -- | -- | -- | -- | -- | -- | -- | -- | -- | -- | -- |
| Luogo     | C | T | T | C | T | C | C | T | C | T  | C  | T  | T  | C  | T  | C  | T  | C  | C  | T  | C  | T  | T  | C  | T  | C  | C  |    |    |    |    |    |    |    |    |    |
| Risultato | V | V | V | N | V | V | V | V | V | N  | N  | V  | N  | N  | V  | V  | V  | N  | N  | P  | V  | V  | P  | V  | V  | V  | V  |    |    |    |    |    |    |    |    |    |
| Posizione | 5 | 1 | 1 | 1 | 1 | 1 | 1 | 1 | 1 | 1  | 1  | 1  | 1  | 1  | 1  | 1  | 1  | 1  | 1  | 1  | 1  | 1  | 1  | 1  | 1  | 1  | 1  |    |    |    |    |    |    |    |    |    |

Legenda:

Luogo: C = Casa; T = Trasferta. Risultato: V = Vittoria; N = Pareggio; P = Sconfitta.

### Statistiche individuali
| Giocatore     | First Division | First Division | First Division | First Division | FAI Cup  | FAI Cup | FAI Cup     | FAI Cup    | Leinster Senior Cup | Leinster Senior Cup | Leinster Senior Cup | Leinster Senior Cup | Totale   | Totale | Totale      | Totale     |
| Giocatore     | Presenze       | Reti           | Ammonizioni    | Espulsioni     | Presenze | Reti    | Ammonizioni | Espulsioni | Presenze            | Reti                | Ammonizioni         | Espulsioni          | Presenze | Reti   | Ammonizioni | Espulsioni |
| ------------- | -------------- | -------------- | -------------- | -------------- | -------- | ------- | ----------- | ---------- | ------------------- | ------------------- | ------------------- | ------------------- | -------- | ------ | ----------- | ---------- |
| M. Animasahun | 19             | 0              | 8              | 0              | -        | -       | -           | -          | 3                   | 0                   | 0                   | 0                   | 22       | 0      | 8           | 0          |
| G. Arubi      | 19             | 6              | 1              | 0              | 1        | 0       | 0           | 0          | 2                   | 0                   | 0                   | 0                   | 22       | 6      | 1           | 0          |
| P. Cherrie    | 12             | -9             | 0              | 0              | -        | -       | -           | -          | 2                   | 0                   | 0                   | 0                   | 14       | -9     | 0           | 0          |
| A. Dervin     | 26             | 1              | 8              | 0              | 1        | 0       | 0           | 0          | 3                   | 1                   | 0                   | 0                   | 30       | 2      | 8           | 0          |
| D. Ebbe       | 27             | 9              | 2              | 0              | 1        | 0       | 0           | 0          | 2                   | 1                   | 0                   | 0                   | 30       | 10     | 2           | 0          |
| N. Garbett    | 2              | 0              | 0              | 0              | -        | -       | -           | -          | -                   | -                   | -                   | -                   | 2        | 0      | 0           | 0          |
| L. Gaxha      | 18             | 5              | 3              | 1              | -        | -       | -           | -          | 3                   | 1                   | 0                   | 0                   | 21       | 6      | 3           | 1          |
| H. Groome     | 26             | 3              | 2              | 0              | 1        | 0       | 0           | 0          | 3                   | 0                   | 0                   | 0                   | 30       | 3      | 2           | 0          |
| D. Horgan     | 27             | 5              | 2              | 0              | 1        | 0       | 0           | 0          | 3                   | 2                   | 0                   | 0                   | 31       | 7      | 2           | 0          |
| E. Kenny      | 27             | 6              | 3              | 0              | 1        | 0       | 0           | 0          | 3                   | 2                   | 0                   | 0                   | 31       | 8      | 3           | 0          |
| V. Leonard    | 25             | 3              | 5              | 0              | 1        | 0       | 0           | 0          | 2                   | 0                   | 0                   | 0                   | 28       | 3      | 5           | 0          |
| D. McDaid     | 6              | 1              | 0              | 0              | 1        | 0       | 1           | 0          | -                   | -                   | -                   | -                   | 7        | 1      | 1           | 0          |
| S. McHale     | 19             | 1              | 2              | 0              | 1        | 0       | 0           | 0          | 1                   | 0                   | 0                   | 0                   | 21       | 1      | 2           | 0          |
| E. Minogue    | 15             | -10            | 0              | 0              | 1        | -2      | 0           | 0          | 1                   | 0                   | 0                   | 0                   | 17       | -12    | 0           | 0          |
| T.J. Molloy   | 3              | 0              | 0              | 0              | -        | -       | -           | -          | 1                   | 1                   | 0                   | 0                   | 4        | 1      | 0           | 0          |
| L. Mulligan   | 11             | 0              | 0              | 0              | -        | -       | -           | -          | 1                   | 0                   | 0                   | 0                   | 12       | 0      | 0           | 0          |
| C. O'Keeffe   | 15             | 0              | 1              | 0              | 1        | 0       | 0           | 0          | 3                   | 0                   | 0                   | 0                   | 19       | 0      | 1           | 0          |
| A. Paraschiv  | 25             | 2              | 2              | 0              | 1        | 0       | 0           | 0          | 3                   | 0                   | 0                   | 0                   | 29       | 2      | 2           | 0          |
| A. Russell    | -              | -              | -              | -              | -        | -       | -           | -          | 1                   | 1                   | 0                   | 0                   | 1        | 1      | 0           | 0          |
| S. Safaei     | -              | -              | -              | -              | -        | -       | -           | -          | 1                   | -2                  | 0                   | 0                   | 1        | -2     | 0           | 0          |
| S. Spaight    | 1              | 0              | 0              | 0              | 1        | 0       | 0           | 0          | 2                   | 0                   | 0                   | 0                   | 4        | 0      | 0           | 0          |
| S. Tracey     | 16             | 0              | 2              | 0              | 1        | 0       | 0           | 0          | -                   | -                   | -                   | -                   | 17       | 0      | 2           | 0          |
| E. Vaughan    | 4              | 2              | 1              | 0              | -        | -       | -           | -          | 1                   | 0                   | 0                   | 0                   | 5        | 2      | 1           | 0          |
| K. Ward       | 27             | 2              | 2              | 0              | -        | -       | -           | -          | 2                   | 0                   | 0                   | 0                   | 29       | 2      | 2           | 0          |
| J.R. Wilson   | 6              | 0              | 1              | 0              | 1        | 0       | 0           | 0          | -                   | -                   | -                   | -                   | 7        | 0      | 1           | 0          |
| S. Brady      | -              | -              | -              | -              | -        | -       | -           | -          | 1                   | 0                   | 0                   | 0                   | 1        | 0      | 0           | 0          |
| M. Haris      | 3              | 0              | 0              | 0              | -        | -       | -           | -          | 1                   | 0                   | 0                   | 0                   | 4        | 0      | 0           | 0          |
| S. Keogh      | 21             | 2              | 7              | 0              | 1        | 0       | 0           | 0          | 3                   | 0                   | 0                   | 0                   | 25       | 2      | 7           | 0          |